# هيرمان ماكننيس
هيرمان ماكننيس هو طبيب كندي، ولد في 13 أكتوبر 1862، وتوفي في 16 يوليو 1923.